# Лиса Гора (фольклор)
Ли́са Гора́ (фолькло́р) — гора без рослинності, де, як вважають, збирається нечиста сила. Одна така гора відома під Києвом. Образ Лисої гори описано у вірші О. Маковея (збірка «Подорож до Києва»)...
Давні слов’яни влаштовували свої святилища саме на верхівках гір понад річками. Тут на відкритій площадці (звідси й Лиса гора) стояли зображення богів. Вони найчастіше виготовлялися з дерева, значно рідше з каменю. Використання дерева на думку Б. Рибакова могло мати на меті посилити авторитет зображення. Так як старі дерева в той час високо шанувалися, як уособлення рослинної сили, то і виготовлений з такого дерева ідол набував більшої ваги. Зображення богів завжди були антропоморфними. Інколи це була лише одна голова, в інших випадках божество зображали у повний зріст (Рибаков, 1987). Найкращим зразком статуї давньоруського божества є так званий «Збручанський ідол», знайдений у 1848 р. у р. Збруч і наразі експонований в Краківському археологічному музеї, а Лисої гори – давньоязичницький комплекс на горі Богит (Тернопільська область), де він колись стояв.
«Збручанський ідол» – зображення слов’янського бога Рода.(За Рибаковим, 1987)
Зрозуміло, що з точки зору християн на давніх язичницьких святилищах діялися диявольські речі. Втім чому народна фантазія пов’язала їх саме з відьмами. Б. Рибаков також зазначає, що в давньослов’янській топоніміці було багато топонімів (урочищ та гір), імовірно у вихідному звучанні пов’язаних з жіночим божеством. Це урочища Бабині, а також Бабині гори та озера. Згодом як вважає дослідник, вони зазнали трансформації під впливом християнської традиції вшанування Богородиці. В такому варіанті це стали Мар`їні урочища, гори і т.д. (Рибаков, 1987). Таким чином можна припустити, що частина колишніх святих урочищ, гаїв та гір слов`ян були освячені християнською традицією та стали святими. Всім же іншим не пощастило. Так, колись на священних горах Києва знаходилися ритуальні діброви, де відбувалися культи «рощенія». В ті часи такі гори називали ще – Красна гора або Красна гірка (Рибаков, 1987). Втім згодом вони були вирубані, чи на їх місці постали нові святині-монастирі. Тут саме час згадати, що однією з зафіксованих давніх назв нашої Лисої гори було Дівич-гора. Імовірно в часи християнізації до Дівич Гори (розташованої за межами тогочасного міста) просто не дійшли руки. Втім пам`ятаючи про її колишнє значення, вона зажила слави відьомської гори.
Зазначимо, що у фольклорних відьом з Дівич гори могли бути цілком конкретні прототипи. Адже всіх служників культів давніх богів – волхвів, а також слов`янських знахарів прихід християнства перетворив на чарівників та відьом. Саме визначення відьма пішло від давніх знахарок, що були наділені особливими знаннями, тобто відали. І в білоруській, і в українській мовах досі збереглося давньоукраїнське слово відати – знати. Перетворення ж Дівич гори на відьмину – Лису гору може бути пов’язане з уявленням про те, що відьми не брали шлюбу, залишаючись дівами. 
“По обидва береги Дніпра не було поселення, де б та чи інша особа не займалася чорними відьомськими справами. Чародійки, чарівниці, обавниці, яритниці, наузниці, чередільниці, ропавки, босоркані — все це представниці відьомського кодла. Добре видно між ложками ополоник, а от вилучити із жіночого гурту пані з яскравою зовнішністю, ткнути в неї пальцем і сказати напевно: «Оце відьма!» не кожен зможе. Не питай вченого, а питай бувалого. Але й тому не завжди вдається вказати на відьму. Нею може бути і молодиця-красуня, i незаймана дівчина-правичка, i шльондра, i дружина поважної виборної особи, i тиха бабуся. Однак правда, як олія, виходить наверх, i ось вже людський поголос розносить селами чарівні билиці про нічні польоти відьом. Щороку (частіше у купальську ніч) відьми, що мешкають по обидва береги Дніпра, i взагалі вся світова бісота та погань злітаються під Київ на Лису гору."
. (29) К З